# マグデブルク-ライプツィヒ線
マクデブルク-ライプツィヒ線 （マグデブルク-ライプツィヒせん、ドイツ語: Bahnstrecke Magdeburg–Leipzig）とは、ドイツ連邦共和国のザクセン＝アンハルト州マクデブルクのマクデブルク中央駅からケーテン、ハレを経てザクセン州ライプツィヒのライプツィヒ中央駅に至る全長118.0kmのドイツ鉄道の路線である。

## 歴史
マクデブルク・ライプツィヒ鉄道株式会社（ドイツ語: Magdeburg-Leipziger Eisenbahn-Gesellschaft）によって1838年1月24日に建設が開始された。プロイセン王国およびザクセン王国に跨る路線であり、ドイツにおいて複数の王国を跨ぐ初めての鉄道でもあった。1839年6月29日にマクデブルク - シェーネベック間（14.9km）が開業したのを皮切りに、1840年8月18日にマクデブルク - ライプツィヒ間全線が開業した。
ハレ - ライプツィヒ間にプロイセンとザクセンの境界があった。ザクセン区間は1874年にライプツィヒ・ドレスデン鉄道株式会社（ドイツ語: Leipzig-Dresdner Eisenbahn-Compagnie）に引き継がれた。1843年11月1日には一般の貨物輸送が開始された。1873年にはマクデブルク市内の2つの駅をつなぐ路線が開業した。1876年6月1日にマクデブルク・ライプツィヒ鉄道はマクデブルク・ハルバーシュタット鉄道株式会社に継承され、1879年12月20日にはプロイセン政府により国有化され、プロイセン邦有鉄道の路線になった。
1912年5月1日にはプロイセン側でライプツィヒ中央駅が開業し、旧来のライプツィヒ側のターミナル駅であったマクデブルガー駅は廃止された。第一次世界大戦後の1924年8月30日にはドイツ国営鉄道が発足した。
1920年にはハレ - ライプツィヒ間の電化工事が開始され、1922年12月19日には電気機関車による牽引が開始された。マクデブルク - ライプツィヒ間の電化は1934年10月7日に完成した。しかしながら、第二次世界大戦後の1946年にはソビエト連邦への賠償のために電化設備は撤去された。
東ドイツ成立後にソ連から電気機関車が返還されたことに伴い、1955年9月1日にはハレ - ケーテン間の再電化が行われた。続いてケーテン - シェーネベック間は1955年12月29日、シェーネベック - マクデブルク間は1957年1月12日、最後の区間であるライプツィヒ - ハレ間の再電化は1958年12月20日に完成した。そのことで、全区間の電気運転が可能になった。1968年4月27日に貨物列車が停止信号にもかかわらず信号装置を通過して、ニームベルクマン駅で停車する貨物列車と追突した。この事故で、駅に進入した機関車と23両の貨車が大きく破壊されて、機関車に居った一人が死亡した。
1990年以後、マグデブルク - ハレ間が最高速度160 km/hに対応するように改修された。
2004年12月にハレ＝ライプツィヒSバーンが導入されるまで、ハレ - ライプツィヒ間のSバーン緩行線が単線あるいは複線で、既存線路のそばに建設された。いくつかの停車駅は新たに設置されて、ライプツィヒ・ヴァーレン駅はリュッチェーナ駅施設と共に改築された。マグデブルク＝ライプツィヒ鉄道本線の一部で現在、緩行線ヴァーレン線の改修とともに、2億3900万ユーロがこのプロジェクトに投資された。一方、2003年にグレーバース-ライプツィヒ見本市駅間の高速線一部が開通されて、ハレ-ライプツィヒ間の距離が数キロメートルずつ短くなった。それと関連して、ヴィーダーリッチュ貨物駅 - 見本市分岐点区間は線路の撤去で単線化された。
2010年代に駅舎と乗降場の改修プログラムはザクセン＝アンハルト州で実行されて、この路線の場合、2014年までチェーベーリッツ駅およびニーンベルク駅乗降場、2015年までヴァイサント＝ゴェルツァウ駅乗降場、2016年までシュトゥムスドルフ駅乗降場が、次々に改築された。2019年にカルベ東駅は交通弱者向けに改修されて、乗降場が高さ55 cmで新たに設置された。その過程で1839年に完工した駅舎は撤去された。

## 運行形態
マクデブルク - ハレ間はレギオナルバーンが1時間おきに運行されている。車両は東ドイツ国鉄212型電気機関車に牽引されたダブルデッカー車が使用されている。
ミッテルエルベSバーンS1号線はマクデブルク - シェーネベック間にて運行されており、マクデブルク中央駅 - マクデブルク=ブッカウ駅間では専用の線路を走行する。車両はドイツ鉄道425形電車が導入されている。さらにエアフルト方面へのレギオナルエクスプレスが2時間おきに設定されているほか、マクデブルク - シェーネベック間にはアッシャースレーベン方面へのレギオナルエクスプレスも2時間おきに設定されている。ミッテルドイチュラントSバーンのS3号線およびS5X号線はハレ - グレーバースおよびハレ - ヴァレンにて当線を走行している。車両はボンバルディア社のタレント2である。グレーバース方面へのS5X号線は本線からエアフルト-ライプツィヒ/ハレ高速線を走行してライプツィヒ・ハレ空港に向かう。
さらにICの55系統および56系統が1時間おきに運行されており、マクデブルク中央駅、ケーテン駅、ハレ中央駅、ライプツィヒ・ハレ空港駅、ライプツィヒ中央駅のみに停車する。これらの列車はグレーバース駅 - ライプツィヒ中央駅間はエアフルト-ライプツィヒ/ハレ高速線を経由する。また、貨物輸送においても重要な役割を占めている。
地域輸送の場合、マクデブルク - ザクセンドルフ間はマグデブルク地域運輸連合（Magdeburger Regionalverkehrsverbund, marego）の運賃制が適用される区間である。ヴルフェン - ライプツィヒ・ヴァーレン間の運賃制は中部ドイツ運輸連合（Mitteldeuscher Verkehrsverbund, MDV）により管理されている。
- IC 55: （テュービンゲン -）シュトゥットガルト - ハイデルベルク - マンハイム - マインツ - コブレンツ - ケルン - ハーゲン - ハム - ハノーファー - ブラウンシュヴァイク - マグデブルク - コェーテン - ハレ（ザーレ） - ライプツィヒ・ハレ空港駅 - ライプツィヒ - ドレスデン。120分ごと[14]。
- IC 56: ノルトダイヒ・モーレ - エムデン - ブレーメン - ハノーファー - ブラウンシュヴァイク - マグデブルク - コェーテン - ハレ（ザーレ） - ライプツィヒ。120分ごと[14]。
- 快速列車（RE 20）: ユールツェル - ザルツヴェーデル - シュテンダール - ヴォルミルシュテット - マグデブルク - ハッセルバッハ広場駅 - ブッカウ - SKET産業団地駅 - ザルプケ- 南東駅 - フローゼー - ショェーネベック - バートザルツェルメン。平日のみ60分ごとに運行[15]。
- 快速列車（RE 30）: マグデブルク - ブッカウ - 南東駅 - ショェーネベック - フェルゲレーベン - グナダウ - カルベ東駅 - ザクセンドルフ - ヴルフェン - コェーテン - アーレンスドルフ - シュトゥムスドルフ - ヴァイサント・ゴェルツァウ - ニーンベルク - ツォェバーリッツ - ハレ（ザーレ）。60分ごと[14]。
- Sバーン（S 1）: ヴィッテンベルゲ - シュテンダール - ヴォルミルシュテット - マグデブルク - ハッセルバッハ広場駅 - ブッカウ - SKET産業団地駅 - ザルプケ- 南東駅 - フローゼー - ショェーネベック - バートザルツェルメン。60分ごと[15]。
- Sバーン（S 3）: ニートレーベン - ハレ（ザーレ） - 見本市駅 - ディースカウ - グロェーバース - グロースクーゲル - シュコイディツ西駅 - シュコイディツ - リュッチェーナ - ヴァーレン - ゴーリス - ライプツィヒ - MDR駅 - シュトェッターリッツ - エンゲルスドルフ - ヴルツェン。30分ごと。